# جو بين
جو بين (بالإنجليزية: Joe Bean)‏ هو لاعب كرة قاعدة أمريكي، ولد في 18 مارس 1874 في بوسطن في الولايات المتحدة، وتوفي في 15 فبراير 1961 في أتلانتا في الولايات المتحدة.

## وصلات خارجية
- جو بين على موقعبيزبول رفرنس.كوم (الدوري الرئيسي) (الإنجليزية)
- جو بين على موقعبيزبول رفرنس.كوم (الدوري الثانوي) (الإنجليزية)
- جو بين على موقع جمعية أبحاث البيسبول الأمريكية (الإنجليزية)